# مصباح الاشعة تحت الحمراء
مصابيح الحرارة بالأشعة تحت الحمراء هو مصباح كهربائي متوهّج يُستعمل أساسا لإنتاج الحرارة. وتستخدم كميات قليلة من الطاقة، هناك تسميات عديدة لهذا النّوع: المصابيح المجهّزة بنظام الأشعة تحت الحمراء، المصابيح الحراريّة، مصابيح الهالوجين و سخانات الأشعّة تحت الحمراء. العديد من المصابيح الحراريّة تحتوي على مصفاة (فيلتر) حمراء لتقليص كميّة الضّوء المرئيّة المنبعثة ثمّ تحويلها إلى الكميّة المطلوبة وهي الأشعّة تحت الحمراء الحراريّة.
مصابيح الأشعّة تحت الحمراء تستهلك طاقة حراريّة منخفضة و تُنتج بشكل سريع الحرارة المطلوبة دون استهلاك الكثير من الطاقة. صُنعت أدوات الخزف من البلاستيك وذلك لتساهم هذه الأشعّة في ذوبانها بسهولة عند تعرّضها لطاقة حراريّة كبيرة صادرة من المصباح.

## الأنواع
مصابيح الأشعّة تحت الحمراء الحاملة للكوارتز تُستعمل في صقل المواد المستعصية على الذوبان و ذلك بتوجيه الأشعّة إلى المكان المزمع تذويبه. أيضا تُستعمل هذه الإشعاعات في الأغذية، المعالجة الكيميائيّة، تجفيف الدّهن و تذويب الكُتل المتجمّدة كالثّلوج. مصابيح الأشعّة تحت الحمراء الحاملة للكوارتز يمكن استعمالها للتدفئة في الأماكن الباردة، أو الحضانة الاصطناعية (لفراخ الطّيور مثلا) و في أغراض حراريّة أخرى كالتّجفيف و تحميص الخبز.
في الوقت الرّاهن، هناك نوعان من المصابيح الحراريّة في السّوق. يوجد اختلاف بين الاثنين في طريقة تشغيلهما.
النّوع الأوّل يتّم تشغيله بالكهرباء و الثّاني بالغاز. المصابيح الحراريّة التي تُشغّل بالكهرباء تُستعمل عادة في المنازل لعدم توفيرها حرارة

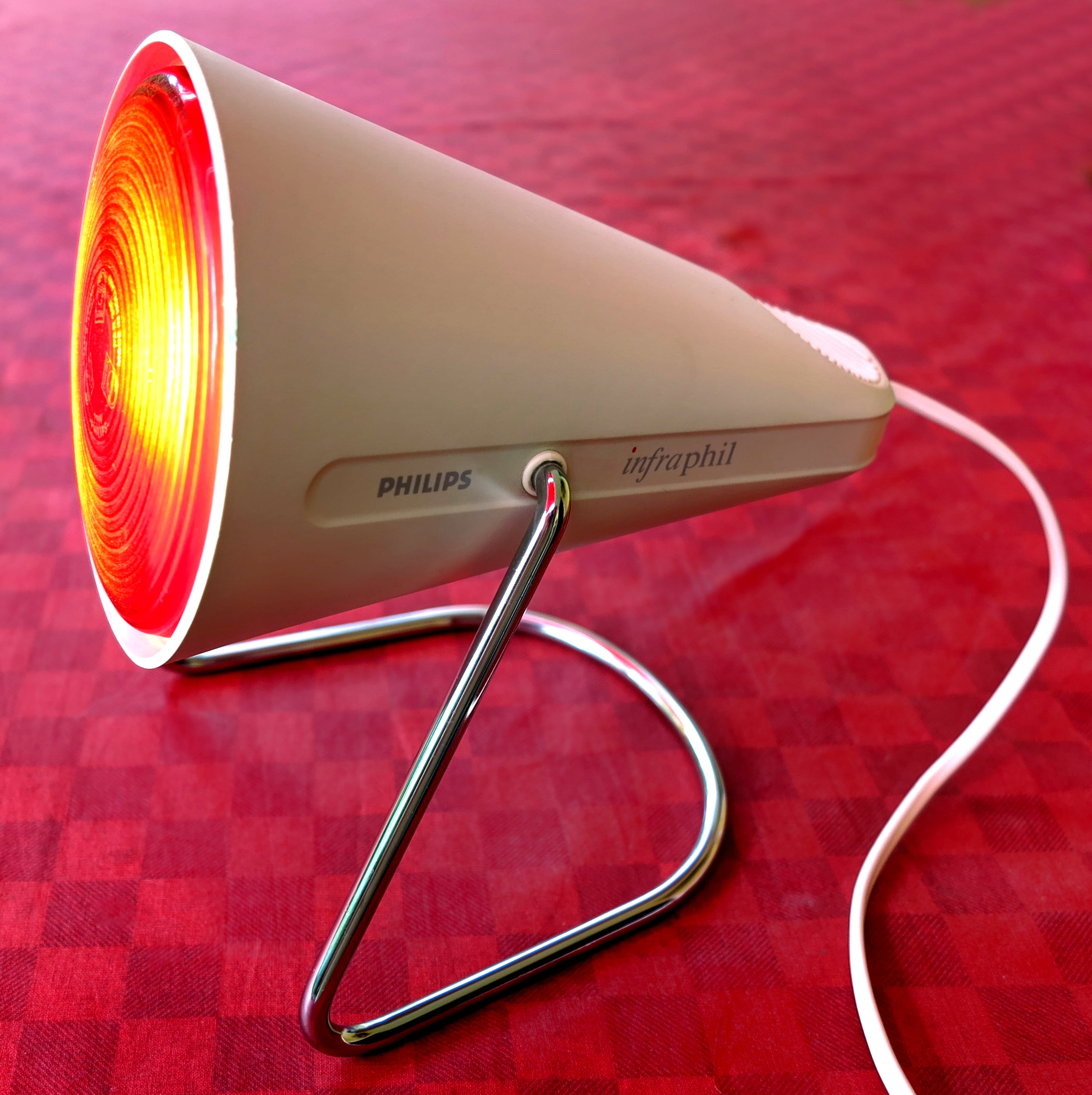
مصباح الأشعة تحت فيليبس

عالية جدّا، بينما المصابيح الحراريّة التي تُشغّل بالغاز تُستعمل في القاعات الشّاسعة و المخازن و ذلك لتوفيرها طاقة حراريّة عالية.

## التسخين
تستخدم مصابيح الأشعة تحت الحمراء التسخين بالأشعة تحت الحمراء ، ويطلق عليها مصابيح الحرارة لنقل الأشعة تحت الحمراء للجسم الذي يتم تسخينه. عندما تحتاج الهيئات  لمساحة كبيرة تكون ساخنة، تستخدم غالبا مصابيح الأشعة تحت الحمراء كما في البنوك. مصابيح الحرارة بالأشعة تحت الحمراء هي عادة المصابيح المتوهجة و هي قادرة على إنتاج الأشعة تحت الحمراء. مصابيح الأشعة تحت الحمراء لديها العديد من التطبيقات الصناعية بما في ذلك علاج الطلاء وإعداد البلاستيك لللتشكيل والتطبيقات التجارية مثل الطبخ وإنضاج الغذاء ، وتطبيقات شخصية مثل توفير الحرارة (وخاصة في الحمامات وللحيوانات الاليفة).وكذلك الاستعمالات الطبية.

## الاتصالات

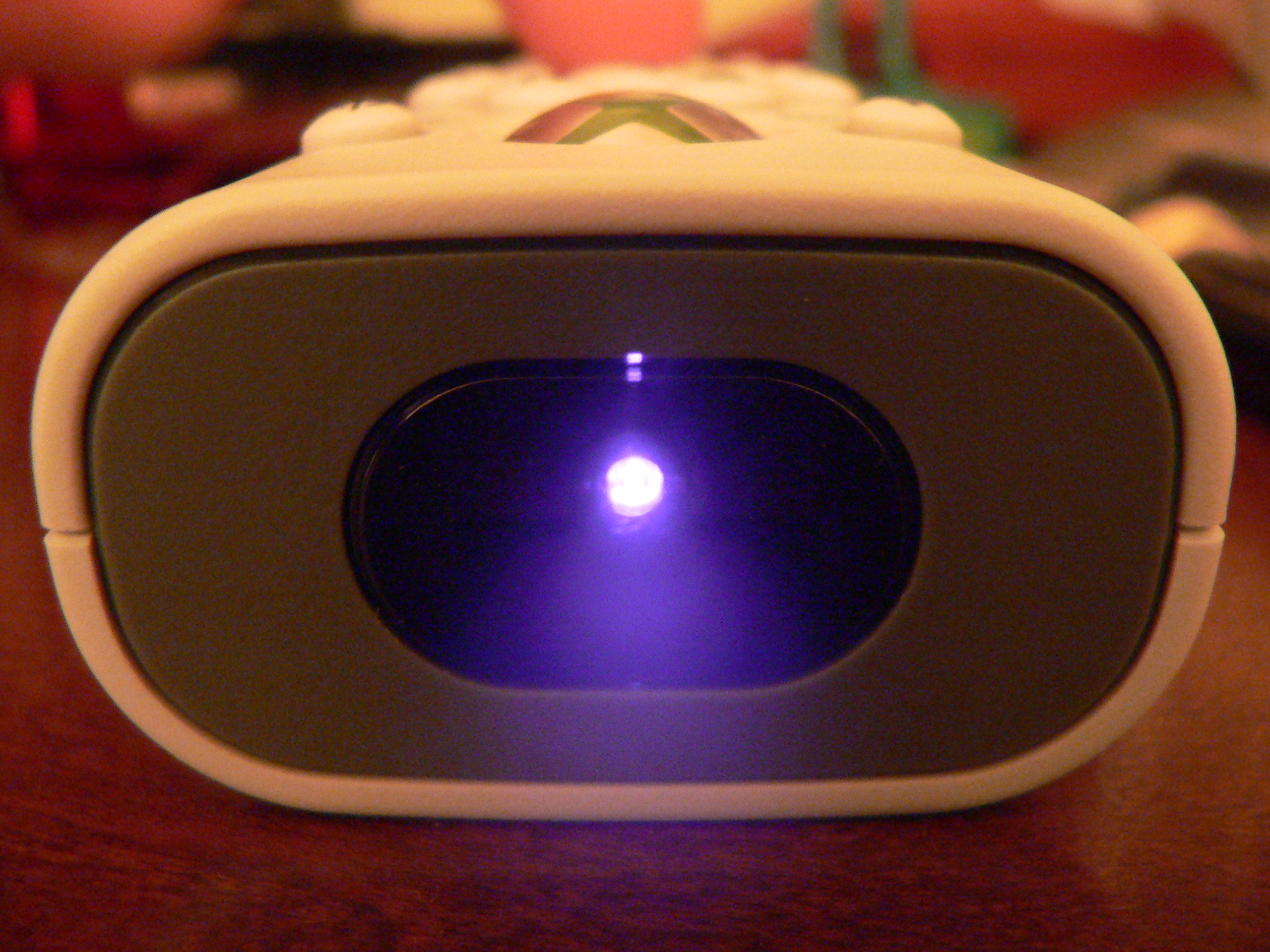
ضوء الأشعة تحت الحمراء من صمام ثنائي باعث للضوء من جهاز التحكم عن بعد كما يظهر من كاميرا رقمية.

IR تستخدم لنقل البيانات أيضا في الاتصالات قصيرة المدى بين ملحقات أجهزة الكمبيوتر والمساعد الرقمي الشخصي . عادة ما تتوافق هذه الأجهزة للمعايير التي نشرتها رابطة بيانات الأشعة تحت الحمراء وجمعية بيانات الأشعة تحت الحمراء. أجهزة التحكم عن بعد وأجهزة الأشعة تحت الحمراء.